# Rok Justin
Rok Justin, bivši slovenski smučarski skakalec, * 6. april 1993, Slovenija.
Justin je član kluba SSD Stol Žirovnica. V kontinentalnem pokalu je dosegel sedem zmag, prvo 16. marca 2013 v Nižnem Tagilu, ter še tri druga mesta. V svetovnem pokalu je debitiral 7. decembra 2013, ko je na tekmi v Lillehammerju zasedel 38. mesto. Najboljšo in prvo uvrstitev med dobitnike točk v svetovnem pokalu je dosegel 21. decembra 2013, ko je osvojil šestnajsto mesto v Engelbergu.
Marca 2021 se je športno upokojil.